# C/2013 UQ4 (Catalina)
C/2013 UQ4 (Catalina) est une comète du Système solaire qui est passée au plus près de la Terre le 10 juillet 2014 à 47 millions de kilomètres de celle-ci, soit 0,31 unité astronomique.

## Découverte et identification
L'objet a été découvert le 23 octobre 2013 par le Catalina Sky Survey, en Arizona aux États-Unis. L'objet, d'apparence astéroïdale mais une orbite plutôt cométaire, a alors été nommé 2013 UQ4. En mai 2014, l'objet a été repéré avec un aspect flou, laissant apparaître une coma, révélant qu'il s'agissait bien d'une comète. L'objet s'est alors vu attribuer sa désignation actuelle, C/2013 UQ4 (Catalina).

## Approche du Soleil et de la Terre
La comète a atteint son périhélie (point le plus proche du Soleil) le 5 juin 2014, puis son périgée (point le plus proche de la Terre) le 10 juillet 2014 à environ 47 millions de kilomètres. L'objet est visible avec de petits télescopes, avec un pic prévu à une magnitude visuelle apparente de 7,5 ou plus brillant.